# 布利芬斯托夫
布利芬斯托夫（德語：Blievenstorf）是德国梅克伦堡-前波美拉尼亚州的市镇，隶属于路德维希斯卢斯特-帕尔希姆县，总面积为21.39平方千米，截至2020年总人口为434人。